# Corynoneura duodenaria
Corynoneura duodenaria är en tvåvingeart som beskrevs av Jean-Jacques Kieffer 1925. Corynoneura duodenaria ingår i släktet Corynoneura och familjen fjädermyggor.
Artens utbredningsområde är Polen. Inga underarter finns listade i Catalogue of Life.